# Temporada 2008 de GP2 Series
La temporada 2008 de GP2 Series fue la cuarta edición de dicho campeonato, comenzó en Barcelona, España, el 26 de abril y finalizó en Monza, Italia el 14 de septiembre, habiendo un total de 10 fechas y 20 carreras (10 largas y 10 cortas).
El ganador de esta temporada fue Giorgio Pantano, que ganó una temporada marcada por la igualdad de los pilotos punteros, ya que los cinco primeros pilotos de la clasificación estaban tan solo en 15 puntos de diferencia, concretamente al 2º y al 5º de la clasificación lo separáron tan solo 4 puntos. Algo parecido pasó en campeonato de escuderías, que se lo llevó Campos con 8 puntos sobre iSport International y 11 puntos sobre Piquet Sports.

## Escuderías y pilotos
Nota: Como todos los equipos usan los chasis Dallara GP2/08 con el motor Mecachrome V8 de Renault y neumáticos Bridgestone, no se especifican los datos de los vehículos.
| Escudería              | N.º | Piloto             | Rondas    |
| ---------------------- | --- | ------------------ | --------- |
| iSport International   | 1   | Karun Chandhok     | Todas     |
| iSport International   | 2   | Bruno Senna        | Todas     |
| ART Grand Prix         | 3   | Luca Filippi       | 1–5       |
| ART Grand Prix         | 3   | Sakon Yamamoto     | 6–10      |
| ART Grand Prix         | 4   | Romain Grosjean    | Todas     |
| Barwa Int. Campos Team | 5   | Vitali Petrov      | Todas     |
| Barwa Int. Campos Team | 6   | Ben Hanley         | 1–3       |
| Barwa Int. Campos Team | 6   | Lucas Di Grassi    | 4–10      |
| Super Nova Racing      | 7   | Christian Bakkerud | 1, 3      |
| Super Nova Racing      | 7   | Andy Soucek        | 2, 4–10   |
| Super Nova Racing      | 8   | Álvaro Parente     | Todas     |
| DAMS                   | 9   | Jérôme d'Ambrosio  | Todas     |
| DAMS                   | 10  | Kamui Kobayashi    | Todas     |
| Racing Engineering     | 11  | Javier Villa       | Todas     |
| Racing Engineering     | 12  | Giorgio Pantano    | Todas     |
| Trust Team Arden       | 14  | Sébastien Buemi    | Todas     |
| Trust Team Arden       | 15  | Yelmer Buurman     | 1–5       |
| Trust Team Arden       | 15  | Luca Filippi       | 6–10      |
| Durango                | 16  | Davide Valsecchi   | 1–2, 5–10 |
| Durango                | 16  | Marcello Puglisi   | 3         |
| Durango                | 16  | Ben Hanley         | 4         |
| Durango                | 17  | Alberto Valério    | Todas     |
| FMS International      | 18  | Roldán Rodríguez   | Todas     |
| FMS International      | 19  | Adrián Vallés      | 1         |
| FMS International      | 19  | Adam Carroll       | 2–3       |
| FMS International      | 19  | Marko Asmer        | 4–10      |
| Trident Racing         | 20  | Mike Conway        | Todas     |
| Trident Racing         | 21  | Ho-Pin Tung        | Todas     |
| Piquet Sports          | 22  | Andreas Zuber      | Todas     |
| Piquet Sports          | 23  | Pastor Maldonado   | Todas     |
| David Price Racing     | 24  | Giacomo Ricci      | 1–2       |
| David Price Racing     | 24  | Andy Soucek        | 3         |
| David Price Racing     | 24  | Michael Herck      | 4–10      |
| David Price Racing     | 25  | Diego Nunes        | Todas     |
| BCN Competición        | 26  | Paolo Nocera       | 1         |
| BCN Competición        | 26  | Adrián Vallés      | 2–10      |
| BCN Competición        | 27  | Miloš Pavlović     | 1–3       |
| BCN Competición        | 27  | Carlos Iaconelli   | 4–10      |

## Calendario
| Rondas | Rondas | Circuito                                     | País        | Fecha            |
| ------ | ------ | -------------------------------------------- | ----------- | ---------------- |
| 1      | L      | Circuito de Barcelona-Cataluña, Montmeló     | España      | 26 de abril      |
| 1      | C      | Circuito de Barcelona-Cataluña, Montmeló     | España      | 27 de abril      |
| 2      | L      | Circuito de Estambul, Estambul               | Turquía     | 10 de mayo       |
| 2      | C      | Circuito de Estambul, Estambul               | Turquía     | 11 de mayo       |
| 3      | L      | Circuito de Mónaco, Montecarlo               | Mónaco      | 23 de mayo       |
| 3      | C      | Circuito de Mónaco, Montecarlo               | Mónaco      | 24 de mayo       |
| 4      | L      | Circuito de Nevers Magny-Cours, Magny-Cours  | Francia     | 21 de junio      |
| 4      | C      | Circuito de Nevers Magny-Cours, Magny-Cours  | Francia     | 22 de junio      |
| 5      | L      | Circuito de Silverstone, Silverstone         | Reino Unido | 5 de julio       |
| 5      | C      | Circuito de Silverstone, Silverstone         | Reino Unido | 6 de julio       |
| 6      | L      | Hockenheimring, Hockenheim                   | Alemania    | 19 de julio      |
| 6      | C      | Hockenheimring, Hockenheim                   | Alemania    | 20 de julio      |
| 7      | L      | Hungaroring, Budapest                        | Hungría     | 2 de agosto      |
| 7      | C      | Hungaroring, Budapest                        | Hungría     | 3 de agosto      |
| 8      | L      | Circuito urbano de Valencia, Valencia        | España      | 23 de agosto     |
| 8      | C      | Circuito urbano de Valencia, Valencia        | España      | 24 de agosto     |
| 9      | L      | Circuito de Spa-Francorchamps, Francorchamps | Bélgica     | 6 de septiembre  |
| 9      | C      | Circuito de Spa-Francorchamps, Francorchamps | Bélgica     | 7 de septiembre  |
| 10     | L      | Autodromo Nazionale di Monza, Monza          | Italia      | 13 de septiembre |
| 10     | C      | Autodromo Nazionale di Monza, Monza          | Italia      | 14 de septiembre |

## Resultados

### Temporada
| Ronda | Ronda | Ronda             | Pole Position    | Vuelta rápida    | Piloto ganador   | Escudería ganadora     | Resultados |
| ----- | ----- | ----------------- | ---------------- | ---------------- | ---------------- | ---------------------- | ---------- |
| 1     | L     | Barcelona         | Pastor Maldonado | Álvaro Parente   | Álvaro Parente   | Super Nova Racing      | Resultados |
| 1     | C     | Barcelona         |                  | Kamui Kobayashi  | Kamui Kobayashi  | DAMS                   | Resultados |
| 2     | L     | Estambul          | Giorgio Pantano  | Andreas Zuber    | Giorgio Pantano  | Racing Engineering     | Resultados |
| 2     | C     | Estambul          |                  | Romain Grosjean  | Romain Grosjean  | ART Grand Prix         | Resultados |
| 3     | L     | Montecarlo        | Pastor Maldonado | Bruno Senna      | Bruno Senna      | iSport International   | Resultados |
| 3     | C     | Montecarlo        |                  | Mike Conway      | Mike Conway      | Trident Racing         | Resultados |
| 4     | L     | Magny-Cours       | Bruno Senna      | Giorgio Pantano  | Giorgio Pantano  | Racing Engineering     | Resultados |
| 4     | C     | Magny-Cours       |                  | Kamui Kobayashi  | Sébastien Buemi  | Trust Team Arden       | Resultados |
| 5     | L     | Silverstone       | Bruno Senna      | Giorgio Pantano  | Giorgio Pantano  | Racing Engineering     | Resultados |
| 5     | C     | Silverstone       |                  | Vitali Petrov    | Bruno Senna      | iSport International   | Resultados |
| 6     | L     | Hockenheim        | Giorgio Pantano  | Giorgio Pantano  | Giorgio Pantano  | Racing Engineering     | Resultados |
| 6     | C     | Hockenheim        |                  | Sébastien Buemi  | Karun Chandhok   | iSport International   | Resultados |
| 7     | L     | Budapest          | Romain Grosjean  | Pastor Maldonado | Lucas Di Grassi  | Barwa Int. Campos Team | Resultados |
| 7     | C     | Budapest          |                  | Lucas Di Grassi  | Sébastien Buemi  | Trust Team Arden       | Resultados |
| 8     | L     | Valencia          | Giorgio Pantano  | Pastor Maldonado | Vitali Petrov    | Barwa Int. Campos Team | Resultados |
| 8     | C     | Valencia          |                  | Lucas Di Grassi  | Lucas Di Grassi  | Barwa Int. Campos Team | Resultados |
| 9     | L     | Spa-Francorchamps | Bruno Senna      | Romain Grosjean  | Romain Grosjean  | ART Grand Prix         | Resultados |
| 9     | C     | Spa-Francorchamps |                  | Pastor Maldonado | Pastor Maldonado | Piquet Sports          | Resultados |
| 10    | L     | Monza             | Giorgio Pantano  | Pastor Maldonado | Lucas Di Grassi  | Barwa Int. Campos Team | Resultados |
| 10    | C     | Monza             |                  | Giorgio Pantano  | Davide Valsecchi | Durango                | Resultados |

## Clasificaciones

### Campeonato de Pilotos
| Pos. | Piloto             | BAR | BAR | EST | EST | MON | MON | MAG | MAG | SIL | SIL | HOC | HOC | BUD | BUD | VAL | VAL | SPA | SPA | MNZ | MNZ | Puntos |
| ---- | ------------------ | --- | --- | --- | --- | --- | --- | --- | --- | --- | --- | --- | --- | --- | --- | --- | --- | --- | --- | --- | --- | ------ |
| 1    | Giorgio Pantano    | 4   | 3   | 1   | 4   | Ret | Ret | 1   | Ret | 1   | 3   | 1   | Ret | 14  | 5   | 14† | 3   | DSQ | EX  | 10  | 5   | 76     |
| 2    | Bruno Senna        | 2   | 4   | 15  | Ret | 1   | 5   | Ret | 5   | 6   | 1   | 4   | 3   | 3   | 3   | 9   | Ret | 11  | Ret | 5   | 9   | 64     |
| 3    | Lucas Di Grassi    |     |     |     |     |     |     | 2   | 4   | 2   | 2   | 5   | Ret | 1   | 10  | 4   | 1   | 20† | 5   | 1   | 11  | 63     |
| 4    | Romain Grosjean    | 5   | 13  | 2   | 1   | Ret | 10  | Ret | Ret | 5   | 8   | 2   | 4   | 17  | 12  | 3   | Ret | 1   | 9   | 4   | 3   | 62     |
| 5    | Pastor Maldonado   | 12  | Ret | Ret | Ret | 2   | Ret | 3   | 7   | Ret | 15† | 6   | 17  | 5   | 18† | 2   | Ret | 3   | 1   | 2   | 4   | 60     |
| 6    | Sébastien Buemi    | 7   | 2   | 6   | 3   | Ret | 11  | Ret | 1   | 4   | DNS | Ret | 8   | 7   | 1   | 6   | Ret | 5   | 4   | 3   | 7   | 50     |
| 7    | Vitali Petrov      | 6   | Ret | 5   | 2   | Ret | 15  | 4   | 18† | 10  | 5   | Ret | 11  | Ret | 9   | 1   | 15† | 4   | 3   | Ret | Ret | 39     |
| 8    | Álvaro Parente     | 1   | 7   | Ret | 8   | 5   | 3   | 9   | Ret | 16  | Ret | 3   | 6   | 16  | Ret | 16† | Ret | 2   | Ret | Ret | 12  | 34     |
| 9    | Andreas Zuber      | 3   | Ret | 3   | Ret | 11  | 17  | 5   | 8   | 7   | 11  | 11† | 2   | 2   | 7   | Ret | Ret | DSQ | Ret | Ret | 10  | 32     |
| 10   | Karun Chandhok     | 9   | Ret | 4   | 12  | 3   | Ret | 7   | Ret | 3   | Ret | 8   | 1   | 4   | DNS | 15† | Ret | 10  | 7   | 11  | Ret | 31     |
| 11   | Jérôme d'Ambrosio  | Ret | 15  | Ret | Ret | 9   | 7   | 6   | Ret | 9   | 12  | Ret | 10  | 9   | Ret | 5   | 2   | 8   | 2   | 7   | 6   | 21     |
| 12   | Mike Conway        | Ret | 8   | 9   | 5   | 8†  | 1   | 8   | 6   | 14  | 4   | Ret | 9   | 6   | 11  | Ret | 8   | 7   | Ret | 13  | Ret | 20     |
| 13   | Roldán Rodríguez   | Ret | Ret | 12  | 13  | 6   | 4   | Ret | 16  | 11  | Ret | 18  | 15  | 19  | Ret | Ret | 10  | 21† | Ret | 6   | 2   | 14     |
| 14   | Andy Soucek        |     |     | 19  | Ret | 13  | 6   | 13  | Ret | 12  | Ret | 7   | Ret | 8   | 2   | 7   | Ret | 6   | Ret | 9   | 18  | 14     |
| 15   | Davide Valsecchi   | 10  | 5   | DNS | DNS |     |     |     |     | 19  | 6   | Ret | 13  | Ret | 13  | NC  | 7   | Ret | 6   | 8   | 1   | 11     |
| 16   | Kamui Kobayashi    | 8   | 1   | Ret | 9   | Ret | 18  | Ret | 9   | Ret | 7   | Ret | 18  | 11  | 8   | Ret | 6   | 9   | 14  | Ret | 13  | 10     |
| 17   | Javier Villa       | 14  | 6   | 7   | 15  | 14  | 13  | 14  | 10  | 13  | Ret | 10† | 5   | 13  | 6   | Ret | 5   | 17  | 8   | Ret | EX  | 8      |
| 18   | Ho-Pin Tung        | Ret | 14  | 11  | Ret | 7   | 2   | Ret | 14  | 18  | Ret | 13  | 7   | Ret | 14  | Ret | 9   | 15  | 10  | Ret | 8   | 7      |
| 19   | Luca Filippi       | 11  | Ret | 16  | 14  | Ret | 12  | 10  | 3   | 8   | Ret | Ret | Ret | 15  | Ret | 8   | 13  | 19  | Ret | 16  | Ret | 6      |
| 20   | Yelmer Buurman     | Ret | 10  | 14  | Ret | 12  | 8   | 12  | 2   | 15  | 10  |     |     |     |     |     |     |     |     |     |     | 5      |
| 21   | Adrián Vallés      | 18  | 11  | 10  | Ret | 4   | 16  | 15  | 12  | 22  | 14† | 15  | Ret | Ret | 19  | 11  | Ret | 13  | 13  | WD  | WD  | 5      |
| 22   | Diego Nunes        | 15  | 16  | 13  | 10  | 15  | 9   | 11  | Ret | 17  | Ret | Ret | Ret | 12  | 15  | 10  | 4   | 12  | Ret | Ret | 16  | 3      |
| 23   | Sakon Yamamoto     |     |     |     |     |     |     |     |     |     |     | 12† | NC  | 10  | 4   | Ret | Ret | 18  | Ret | Ret | Ret | 3      |
| 24   | Ben Hanley         | Ret | 9   | 17  | 6   | 16  | 14  | Ret | Ret |     |     |     |     |     |     |     |     |     |     |     |     | 1      |
| 25   | Adam Carroll       |     |     | 8   | Ret | Ret | Ret |     |     |     |     |     |     |     |     |     |     |     |     |     |     | 1      |
| 26   | Alberto Valerio    | 13  | Ret | 18  | 7   | Ret | Ret | 18  | 17  | 21  | 9   | 9   | 14  | DNS | 17  | Ret | 12  | Ret | Ret | 12  | 15  | 0      |
| 27   | Christian Bakkerud | Ret | DNS |     |     | 10  | Ret |     |     |     |     |     |     |     |     |     |     |     |     |     |     | 0      |
| 28   | Carlos Iaconelli   |     |     |     |     |     |     | 16  | 13  | DNS | Ret | 16  | 16  | Ret | Ret | 13  | 11  | Ret | 12  | 14  | 14  | 0      |
| 29   | Marko Asmer        |     |     |     |     |     |     | 17  | 11  | 20  | 13  | 14  | 12  | 18  | Ret | DNS | Ret | 16  | Ret | Ret | Ret | 0      |
| 30   | Michael Herck      |     |     |     |     |     |     | Ret | 15  | 23  | DNS | 17  | Ret | Ret | 17  | 12  | 14  | 14  | 11  | Ret | 17  | 0      |
| 31   | Giacomo Ricci      | 16  | Ret | Ret | 11  |     |     |     |     |     |     |     |     |     |     |     |     |     |     |     |     | 0      |
| 32   | Miloš Pavlović     | DNS | 12  | Ret | 16  | DNS | DNS |     |     |     |     |     |     |     |     |     |     |     |     |     |     | 0      |
| 33   | Marcello Puglisi   |     |     |     |     | 17  | 19  |     |     |     |     |     |     |     |     |     |     |     |     |     |     | 0      |
| 34   | Paolo Nocera       | 17  | Ret |     |     |     |     |     |     |     |     |     |     |     |     |     |     |     |     |     |     | 0      |
| Pos. | Piloto             | BAR | BAR | EST | EST | MON | MON | MAG | MAG | SIL | SIL | HOC | HOC | BUD | BUD | VAL | VAL | SPA | SPA | MNZ | MNZ | Puntos |

| Color     | Resultado              |
| --------- | ---------------------- |
| Oro       | Ganador                |
| Plata     | 2.ª plaza              |
| Bronce    | 3.ª plaza              |
| Verde     | Finalizó en los puntos |
| Azul      | Finalizó sin puntos    |
| Azul      | NC - No clasificado    |
| Violeta   | Ret - No terminó       |
| Rojo      | DNQ - No se clasificó  |
| Negro     | DSQ - Descalificado    |
| Blanco    | DNS - No empezó        |
| Blanco    | WD - Retirado          |
| Blanco    | C - Carrera cancelada  |
| Sin color | DNP - No participó     |
| Sin color | INJ - Lesionado        |
| Sin color | EX - Excluido          |

| Estado  | Resultado |
| ------- | --- |
| Negrita | Pole position |
| Cursiva | Vuelta rápida puntuable, el piloto cumplió los requisitos para ser bonificado con uno o más puntos por lograr la vuelta rápida |
| †       | Abandona, pero clasifica al completar el porcentaje requerido para ello                                                        |

### Campeonato de Escuderías
| Pos. | Escudería              | N.º | BAR | BAR | EST | EST | MON | MON | MAG | MAG | SIL | SIL | HOC | HOC | BUD | BUD | VAL | VAL | SPA | SPA | MNZ | MNZ | Puntos |
| ---- | ---------------------- | --- | --- | --- | --- | --- | --- | --- | --- | --- | --- | --- | --- | --- | --- | --- | --- | --- | --- | --- | --- | --- | ------ |
| 1    | Barwa Int. Campos Team | 5   | 6   | Ret | 5   | 2   | Ret | 15  | 4   | 18† | 10  | 5   | Ret | 12  | Ret | 9   | 1   | 15† | 4   | 3   | Ret | Ret | 103    |
| 1    | Barwa Int. Campos Team | 6   | Ret | 9   | 17  | 6   | 16  | 14  | 2   | 4   | 2   | 2   | 5   | Ret | 1   | 10  | 4   | 1   | 20† | 5   | 1   | 11  | 103    |
| 2    | iSport International   | 1   | 9   | Ret | 4   | 12  | 3   | Ret | 7   | Ret | 3   | Ret | 8   | 1   | 4   | DNS | 15† | Ret | 10  | 7   | 11  | Ret | 95     |
| 2    | iSport International   | 2   | 2   | 4   | 15  | Ret | 1   | 5   | Ret | 5   | 6   | 1   | 4   | 3   | 3   | 3   | 9   | Ret | 11  | Ret | 5   | 8   | 95     |
| 3    | Piquet Sports          | 22  | 3   | Ret | 3   | Ret | 11  | Ret | 5   | 8   | 7   | 11  | 11† | 2   | 2   | 7   | Ret | Ret | DSQ | Ret | Ret | 10  | 92     |
| 3    | Piquet Sports          | 23  | 12  | Ret | Ret | Ret | 2   | Ret | 3   | 7   | Ret | 15† | 6   | 18  | 5   | 18† | 2   | Ret | 3   | 1   | 2   | 4   | 92     |
| 4    | Racing Engineering     | 11  | 14  | 6   | 7   | 15  | 14  | 13  | 14  | 10  | 13  | Ret | 10† | 5   | 13  | 6   | Ret | 5   | 17  | 8   | Ret | EX  | 84     |
| 4    | Racing Engineering     | 12  | 4   | 3   | 1   | 4   | Ret | Ret | 1   | Ret | 1   | 3   | 1   | Ret | 14  | 5   | 14† | 3   | DSQ | EX  | 10  | 5   | 84     |
| 5    | ART Grand Prix         | 3   | 11  | Ret | 16  | 14  | Ret | 12  | 10  | 3   | 8   | Ret | 12† | NC  | 10  | 4   | Ret | Ret | 18  | Ret | Ret | Ret | 70     |
| 5    | ART Grand Prix         | 4   | 5   | 13  | 2   | 1   | Ret | 10  | Ret | Ret | 5   | 8   | 2   | 4   | 17  | 12  | 3   | Ret | 1   | 9   | 4   | 3   | 70     |
| 6    | Trust Team Arden       | 14  | 7   | 2   | 6   | 3   | Ret | 11  | Ret | 1   | 4   | DNS | Ret | 8   | 7   | 1   | 6   | Ret | 5   | 4   | 3   | 7   | 56     |
| 6    | Trust Team Arden       | 15  | Ret | 10  | 14  | Ret | 12  | 8   | 12  | 2   | 15  | 10  | Ret | Ret | 15  | Ret | 8   | 13  | 19  | Ret | Ret | Ret | 56     |
| 7    | Super Nova Racing      | 7   | Ret | DNS | 19  | Ret | 10  | Ret | 13  | Ret | 12  | Ret | 7   | Ret | 8   | 2   | 7   | Ret | 6   | Ret | 9   | 18  | 47     |
| 7    | Super Nova Racing      | 8   | 1   | 7   | Ret | 8   | 5   | 3   | 9   | Ret | 16  | Ret | 3   | 6   | 16  | Ret | 16† | Ret | 2   | Ret | Ret | 12  | 47     |
| 8    | DAMS                   | 9   | Ret | 15  | Ret | Ret | 9   | 7   | 6   | Ret | 9   | 12  | Ret | 11  | 9   | Ret | 5   | 2   | 8   | 2   | 7   | 6   | 31     |
| 8    | DAMS                   | 10  | 8   | 1   | Ret | 9   | Ret | 18  | Ret | 9   | Ret | 7   | Ret | 18  | 11  | 8   | Ret | 6   | 9   | 14  | Ret | 13  | 31     |
| 9    | Trident Racing         | 20  | Ret | 8   | 9   | 5   | 8†  | 1   | 8   | 6   | 14  | 4   | Ret | 9   | 6   | 11  | Ret | 8   | 7   | Ret | 13  | Ret | 27     |
| 9    | Trident Racing         | 21  | Ret | 14  | 11  | Ret | 7   | 2   | Ret | 14  | 18  | Ret | 13  | 7   | Ret | 14  | Ret | 9   | 15  | 10  | Ret | 9   | 27     |
| 10   | FMS International      | 18  | Ret | Ret | 12  | 13  | 6   | 4   | Ret | 16  | 11  | Ret | 18  | 16  | 19  | Ret | Ret | 10  | 21† | Ret | 6   | 2   | 15     |
| 10   | FMS International      | 19  | 18  | 11  | 8   | Ret | Ret | Ret | 17  | 11  | 20  | 13  | 14  | 13  | 18  | Ret | DNS | Ret | 16  | Ret | Ret | Ret | 15     |
| 11   | Durango                | 16  | 10  | 5   | DNS | DNS | 17  | Ret | Ret | Ret | 19  | 6   | Ret | 14  | Ret | 13  | NC  | 7   | Ret | 6   | 8   | 1   | 11     |
| 11   | Durango                | 17  | 13  | Ret | 18  | 7   | Ret | Ret | 18  | 17  | 21  | 9   | 9   | 15  | DNS | 17  | Ret | 12  | Ret | Ret | 12  | 15  | 11     |
| 12   | BCN Competición        | 26  | 17  | Ret | 10  | Ret | 4   | 16  | 15  | 12  | 22  | 14† | 15  | Ret | Ret | 19  | 11  | Ret | 13  | 13  | WD  | WD  | 5      |
| 12   | BCN Competición        | 27  | DNS | 12  | Ret | 16  | DNS | DNS | 16  | 13  | DNS | Ret | 16  | 17  | Ret | Ret | 13  | 11  | Ret | 12  | 14  | 14  | 5      |
| 13   | David Price Racing     | 24  | 16  | Ret | Ret | 11  | 13  | 6   | Ret | 15  | 12  | DNS | 17  | Ret | Ret | 17  | 12  | 14  | 14  | 11  | Ret | 17  | 4      |
| 13   | David Price Racing     | 25  | 15  | 16  | 13  | 10  | 15  | 9   | 11  | Ret | 17  | Ret | Ret | Ret | 12  | 15  | 10  | 4   | 12  | Ret | Ret | 16  | 4      |
| Pos. | Escudería              | N.º | BAR | BAR | EST | EST | MON | MON | MAG | MAG | SIL | SIL | HOC | HOC | BUD | BUD | VAL | VAL | SPA | SPA | MNZ | MNZ | Puntos |

| Color     | Resultado              |
| --------- | ---------------------- |
| Oro       | Ganador                |
| Plata     | 2.ª plaza              |
| Bronce    | 3.ª plaza              |
| Verde     | Finalizó en los puntos |
| Azul      | Finalizó sin puntos    |
| Azul      | NC - No clasificado    |
| Violeta   | Ret - No terminó       |
| Rojo      | DNQ - No se clasificó  |
| Negro     | DSQ - Descalificado    |
| Blanco    | DNS - No empezó        |
| Blanco    | WD - Retirado          |
| Blanco    | C - Carrera cancelada  |
| Sin color | DNP - No participó     |
| Sin color | INJ - Lesionado        |
| Sin color | EX - Excluido          |

| Estado  | Resultado |
| ------- | --- |
| Negrita | Pole position |
| Cursiva | Vuelta rápida puntuable, el piloto cumplió los requisitos para ser bonificado con uno o más puntos por lograr la vuelta rápida |
| †       | Abandona, pero clasifica al completar el porcentaje requerido para ello                                                        |